# Сураттхани (аэропорт)
Аэропорт Сураттхани (тайск. ท่าอากาศยานสุราษฎร์ธานี), (ИАТА: URT, ИКАО: VTSB) — аэропорт совместного базирования, находящийся в тридцати километрах к западу от города Сураттхани одноимённой провинции (Таиланд). Используется в качестве авиабазы 7-м авиационным крылом Королевских ВВС Таиланда.

## 2005 год
- Взлёты/посадки воздушных судов — 5983
- Отправлено пассажиров — 102 808
- Прибыло пассажиров — 101 338
- Всего пассажиров — 204 146
- Отправлено грузов — 1 149 551 кг
- Принято грузов — 503 988 кг

### 2006 год
- Взлёты/посадки воздушных судов — 3810
- Отправлено пассажиров — 144 946
- Транзит — 1214
- Прибыло пассажиров — 142 246
- Всего пассажиров — 288 406
- Отправлено грузов — 925 074 кг
- Принято грузов — 579 877 кг
- Отправлено почты — 27 кг
- Принято почты — 79 319 кг

### 2007 год
- Взлёты/посадки воздушных судов — 3030
- Отправлено пассажиров — 165 540
- Транзит — 512
- Прибыло пассажиров — 161 718
- Всего пассажиров — 327,770
- Отправлено грузов — 590 167 кг
- Принято грузов — 347 545 кг
- Отправлено почты — 103 кг
- Принято почты — 0 кг

### 2008 год
- Взлёты/посадки воздушных судов — 2874
- Отправлено пассажиров — 168 154
- Транзит — 455
- Прибыло пассажиров — 170 734
- Всего пассажиров — 338 938
- Изменение, % +3,42 %
- Отправлено грузов — 853 562 кг
- Принято грузов — 585 402 кг
- Трансфер — 269 кг
- Отправлено почты — 3 кг
- Принято почты — 0 кг

## Авиапроисшествия
- 11 декабря 1998 года. Самолёт Airbus A310-200 (регистрационный HS-TIA) авиакомпании Thai Airways International, выполнявший регулярный рейс из бангкокского аэропорта Донмыанг в аэропорт Сураттхани, в ходе третьей попытки захода на посадку потерпел крушение в трёх километрах от взлётно-посадочной полосы аэропорта назначения. Погиб 101 пассажир из 146 находившихся на борту и все члены экипажа лайнера[1].